# Публий Валерий Комазон Евтихиан
Пу́блий Вале́рий Комазо́н Евтихиа́н (лат. Publius Valerius Comazo Eutychianus; умер после 222 года) — римский государственный деятель первой половины III века.

## Биография
Комазон происходил из семьи профессиональных танцоров и актёров. По всей вдимости, из-за этого он был получил прозвище Комазон.
При императоре Коммоде в 181—183 годах он служил в качестве простого солдата во Фракии, где был наказан наместником Тиберием Клавдием Атталом. Во время гражданских войн Комазон стал на сторону Септимия Севера, при котором он приобрёл при дворе большое влияние, став в 218 году легатом (или префектом) II Парфянского легиона, который в то время был расквартирован в Апамее в Сирии. Комазон был организатором мятежа своего легиона против императора Макрина вместе с Ганнисом, воспитателем Гелиогабала. Именно это сыграло решающую роль в падении Макрина, в результате чего императором стал Гелиогабал. За это в 219 году Комазон стал сенатором с титулом консуляра и сменил Мария Максима на посту префекта Рима, а спустя некоторое время назначен префектом претория. Публию были дарованы консульские знаки отличия. Теперь Комазон мог отомстить Клавдию Атталу за наказание, которое он понес много лет, убедив императора казнить бывшего фракийского наместника.
В 220 году Комазон был назначен ординарным консулом. Его коллегой стал сам император Гелиогабал. Следом он во второй раз становится префектом претория. Когда Гелиогабал был убит в марте 222 года и его противники обратились против представителей старого режима, Комазон выжил и продолжил карьеру. В правление Александра Севера Комазон — третий раз префект претория. Кроме этого Комазон был ещё два раза префектом Рима — в 221 и 222 годах.